# كارمن زيبتا
كارمن زيبتا (بالإنجليزية: Carmen Zapata)‏ هي مغنية وممثلة أمريكية، ولدت في 15 يوليو 1927 بنيويورك في الولايات المتحدة، وتوفيت في 5 يناير 2014 في الولايات المتحدة بسبب قصور القلب.

## وصلات خارجية
- كارمن زيبتا على موقع IMDb (الإنجليزية)
- كارمن زيبتا على موقع ألو سيني (الفرنسية)
- كارمن زيبتا على موقع ميوزك برينز (الإنجليزية)
- كارمن زيبتا على موقع أول موفي (الإنجليزية)
- كارمن زيبتا على موقع قاعدة بيانات برودواي على الإنترنت (الإنجليزية)
- كارمن زيبتا على موقع قاعدة بيانات الأفلام السويدية (السويدية)
- كارمن زيبتا على موقع ديسكوغز (الإنجليزية)
- كارمن زيبتا على موقع قاعدة بيانات الفيلم (الإنجليزية)
- كارمن زيبتا على موقع كينوبويسك (الروسية)